# Santuario di San Besso
Il santuario di san Besso si trova in val Soana ed è dedicato a san Besso, santo della religione cristiana cattolica. Si trova ad un'altezza di 2.019 m s.l.m. all'interno del Parco nazionale del Gran Paradiso. Nel 2015 il santuario di san Besso è stato votato luogo del cuore F.A.I., con più di 3000 voti, aggiudicandosi il secondo posto nella provincia di Torino e il 102º nella classifica nazionale.

## Descrizione
È costruito appoggiando tutta una fiancata laterale al Monte Fautenio (o Fantun), una roccia monolitica alta circa 60 metri e larga 40, posizionata nel centro dell'anfiteatro culminante nella vetta della Rosa dei Banchi. Il Monte Fautenio è citato da varie fonti come luogo di culti litici e pratiche precristiane, basate sul potere energetico della pietra e del luogo. Le origini e le evoluzioni di tali usanze ancestrali si perdono nella notte dei tempi e non si interrompono, rinnovandosi con la devozione al santo cristiano. Dal punto di vista strutturale e architettonico, il santuario presenta tutti i caratteri tipici dell'architettura alpina: troviamo la copertura in lastre d'ardesia, la classica struttura in pietra da concio, ed infine un ampio protiro sulla facciata, pensato per offrire riparo ai viandanti e i pellegrini: fin dai tempi antichi in molti percorrevano la zona essendo un importante tratto di passaggio e di collegamento tra più valli.
Il santuario si trova a 2019 m, appoggiato alla parete rocciosa del monte, ma in cima al Monte Fantonio vi è un secondo luogo di culto: una cappelletta ed una croce, poste a 2072 metri di altezza e raggiungibili aggirando il Monte Fantonio e percorrendo un sentiero piccolo ed abbastanza ripido, altamente sconsigliato nella stagione invernale a causa della presenza di neve e ghiaccio.

## Storia
Il santuario si trova in un luogo di culto molto antico sotto una rupe, detta "Monte Fautenio". Il culto del santo, secondo l'antropologo Robert Hertz, ha rappresentato per secoli un forte legame tra le popolazioni della Val Soana e della Val di Cogne e un elemento dell'identità dei loro abitanti. Le origini degli insediamenti in questo luogo sono molto antiche, di epoca precristiana e probabilmente anche la venerazione di questa area ha un'origine altrettanto antica. Il grosso masso, infatti, era venerato già dai culti pagani, che lo avevano identificato come luogo di forte energia e di utilità rituale, sebbene non ci siano prove di questo. Il luogo inoltre è sempre stato di grande importanza strategica, trovandosi infatti sul percorso che univa la Val di Cogne e il Canavese, battuto già da tempi antichi. Il culto cristiano si è insediato facilmente in un luogo già ritenuto mistico da molto tempo, i cui abitanti erano ben disposti a una visione spettacolare dell'area sotto il monte. nel 1647, infatti, durante una visita di Monsignor Asinari sono due le cappelle presenti nel luogo. Una, più piccola e costruita interamente sotto la parete rocciosa, è datata 1548 sulla porta d'ingresso ed il piccolo altare dell'edificio è costruito direttamente sul sasso. La seconda invece è del 1618, più ampia ed al momento della visita non vi sono mai state svolte celebrazioni. Nel 1660 ad una seconda visita, il monsignore si trova davanti un cantiere con lavori ancora in corso, le due costruzioni vengono accorpate e stanno subendo un ulteriore ampliamento. La cappella del 1618 è ora il coro della nuova costruzione, mentre ciò che si sta costruendo diventerà la navata. Il termine di questi lavori, che avvicinano di molto l'antico edificio alla forma che possiamo ammirare oggi, è il 1669. Nel periodo successivo però le modifiche alla struttura continuano, anche grazie al fatto che nel frattempo il culto del santo Besso si è diffuso e la costruzione è diventata un luogo di pellegrinaggio per gli abitanti della zona, e non solo. Vengono ad esempio ampliati i locali per accogliere i pellegrini, ed altre importanti modifiche vengono apportate dal 1857 al 1859, anno in cui l'edificio assume la forma attuale e riceve la benedizione solenne da Monsignor Moreno.
Nel maggio del 1995 al santuario viene donato un nuovo altare, costruito per l'occasione da Francesco e Mauro Truffa e da Leone Davide, negli anni grazie allo svilupparsi di un crescente interesse per l'area accanto al santuario sorge anche un rifugio per i visitatori. Si effettuano poi ulteriori lavori di restauro in epoca recente, voluti dal parroco don Lorenzo Babando, ed effettuati grazie a contributi pubblici ed alle donazioni di liberi cittadini devoti al San Besso e provenienti da ogni parte d'Italia, Francia e Svizzera.
Il santuario diventa sempre di più uno dei luoghi simbolo della zona, non solo per i pellegrini, e nel 1985 viene restaurato con contributi provenienti da tutta l'area del Canavese e dalle valli Valdostane. Ad oggi il santuario di San Besso assume un'importanza turistica oltre che religiosa, è infatti meta di escursioni e di diversi percorsi naturalistici tra i monti dell'area. Per facilitare l'escursionismo nei locali stessi del santuario si può fruire del rifugio alpino Bausano.

## Il restauro e il ripristino delle pitture
Con la ristrutturazione più recente, iniziata nell'estate 2020, sono stati rinvenuti diversi elementi artistici come affreschi e pitture che nel tempo erano stati coperti. Durante il restauro, ad opera di Patrizia Gilli, sono stati rimossi tutti gli strati di pittura che erano stati sovrapposti alle decorazioni originali, che sono poi state recuperate e ripristinate. Ciò che è emerso dai lavori è stata una decorazione abbastanza articolata sulle pareti e soprattutto sulla volta, ad oggi visibile in parte poiché i lavori sono cessati per esaurimento budget.
Nei sottarchi e nei centri sono stati rinvenuti alcuni simboli cristiani ed alcune effigie dei vescovi in carica al periodo cui risalgono gli affreschi. Si presume che le decorazioni originali ritrovate risalgano ad inizio 1800.

## Accesso
Il santuario è raggiungibile da Campiglia Soana (frazione di Valprato Soana) con un cammino di circa due ore; raggiunta la frazione sopra indicata e superata la piazzetta si raggiunge l'ingresso dell'area chiusa al traffico dove si può parcheggiare l'auto.
Si prosegue sulla strada sterrata, si superano due ponti in legno seguendo il percorso per il "pian dell'azaria" sino ad incontrare sulla propria destra un cartello ed una roccia con l'indicazione "S.BESSO" percorso 625.
Proseguendo su tale percorso si sale abbastanza rapidamente tra pini e pietraie sino a raggiungere la Cà Nuova a quota 1815, circa a metà percorso. Superato questo luogo dopo pochi minuti ci si ritrova in un ampio anfiteatro nel cui centro si staglia il monolito del Monte Fautenio e, sotto questo, il santuario, già ben visibile. Attraversato l'altipiano sottostante al santuario e superato l'ultimo ripido tratto ci si trova di fronte all'ingresso del santuario. Da Piamprato è raggiungibile con un percorso più lungo attraverso il colle della Borra (2.578 m); infine è raggiungibile da Cogne attraverso il colle dell'Arietta (2.939 m) con un percorso escursionistico di molte ore.

## Il santo e le leggende
Poco si conosce di san Besso, tanto che sono moltissime le leggende che ne parlano e lo dipingono a volte come un martire della legione tebea a volte addirittura come un pastore, ucciso per invidia dagli altri pastori perché le sue greggi erano più floride. Una tradizione vuole che il santo fu ucciso dagli altri pastori facendolo precipitare dalla rupe del Monte Fautenio; sul luogo in cui precipitò fu costruito il santuario.
Una leggenda narra che Besso, scampato al martirio a Ingaunum nel 48, arrivasse in val Soana per evangelizzare le popolazioni della zona. Qui però, catturato dai legionari del governatore romano, sarebbe stato scaraventato dal monte Fautenio. Nel luogo della morte sarebbe rimasta un'impronta nella roccia, ed è in questo punto che fu poi costruito il santuario.
Un'altra ipotesi è che Besso fosse un vescovo della vicina città di Ivrea, dove infatti sarebbero conservate le sue spoglie nella cattedrale. In altri casi Besso viene raccontato come un eremita taumaturgo, che per diverso tempo si era ritirato sulla cima della rupe.
San Besso ebbe fama di grande santo taumaturgo, autore di innumerevoli miracoli, protettore dei soldati contro i pericoli della guerra.

### Il pellegrinaggio
Un importante pellegrinaggio si svolge al santuario due volte l’anno il 10 agosto e il 1º dicembre. I pellegrini salgono dalla val Soana oppure, dalla val di Cogne (da cui occorre partire il giorno prima, pernottando presso il ricovero del santuario). Molti, un tempo, indossavano i costumi tradizionali delle diverse valli. Dopo la celebre messa nel santuario, la statua del santo viene portata in processione compiendo un giro attorno alla grande pietra che vide il suo martirio: l'onore di portare la statua del santo - oggi concesso attraverso una sorta di bando rituale - fu un tempo causa di violente liti tra campigliesi e cogneins.
La festa di S. Besso è attualmente considerata una delle più importanti tradizioni alpine, ed è una delle più sentite, tanto da prevedere talvolta la partecipazione anche del vescovo d'Ivrea. A partire dal 2012 la processione e la messa vengono trasmesse anche all'interno della chiesa di Sant'Orso a Campiglia, per favorire la partecipazione della popolazione più anziana ed anche in streaming, per permettere di prendere parte alla celebrazione ai membi della comunità valsoniana emigrati all'estero, numerosissimi, a causa delle migrazioni tra ottocento e novecento.

## Galleria d'immagini

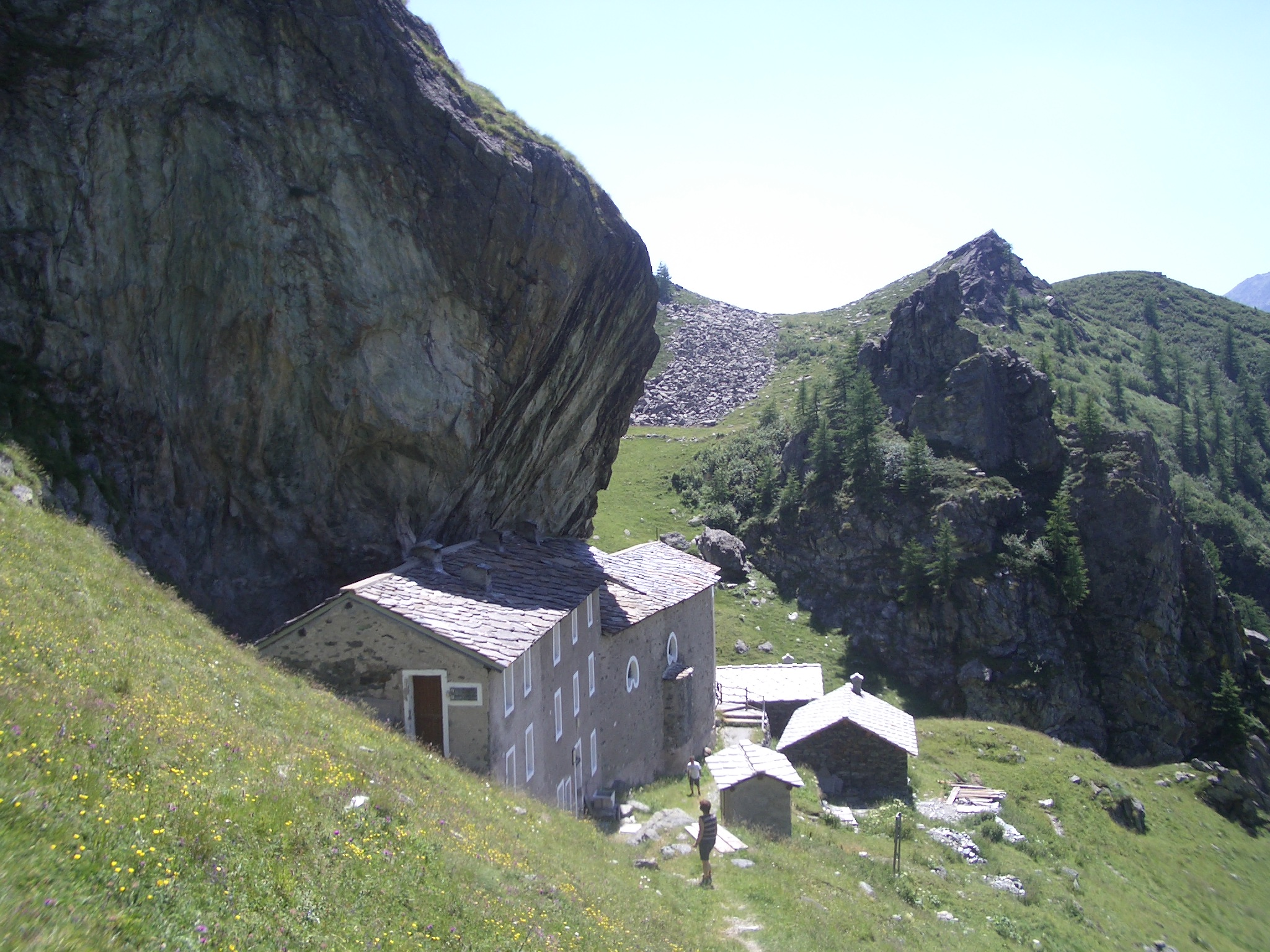
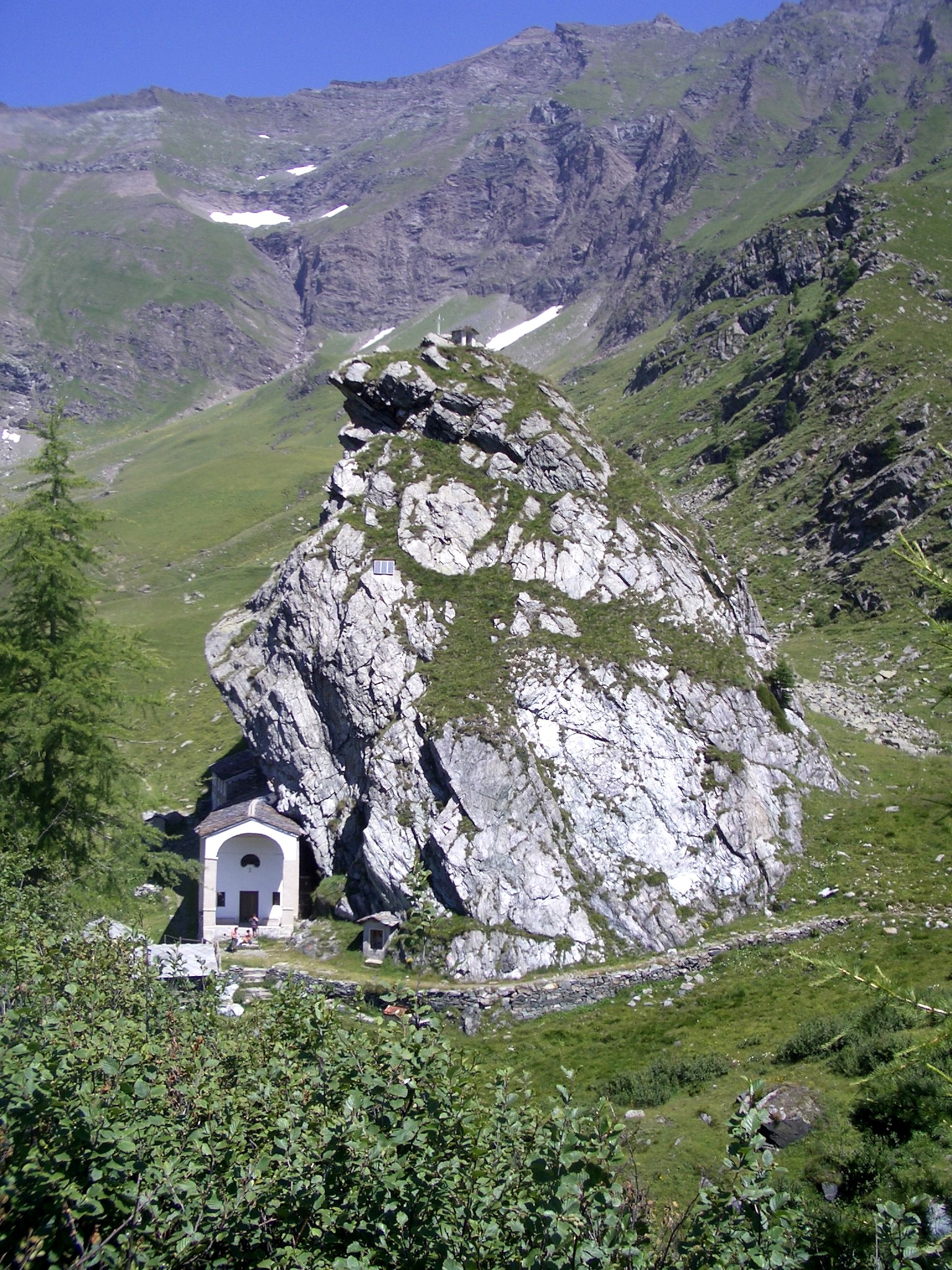
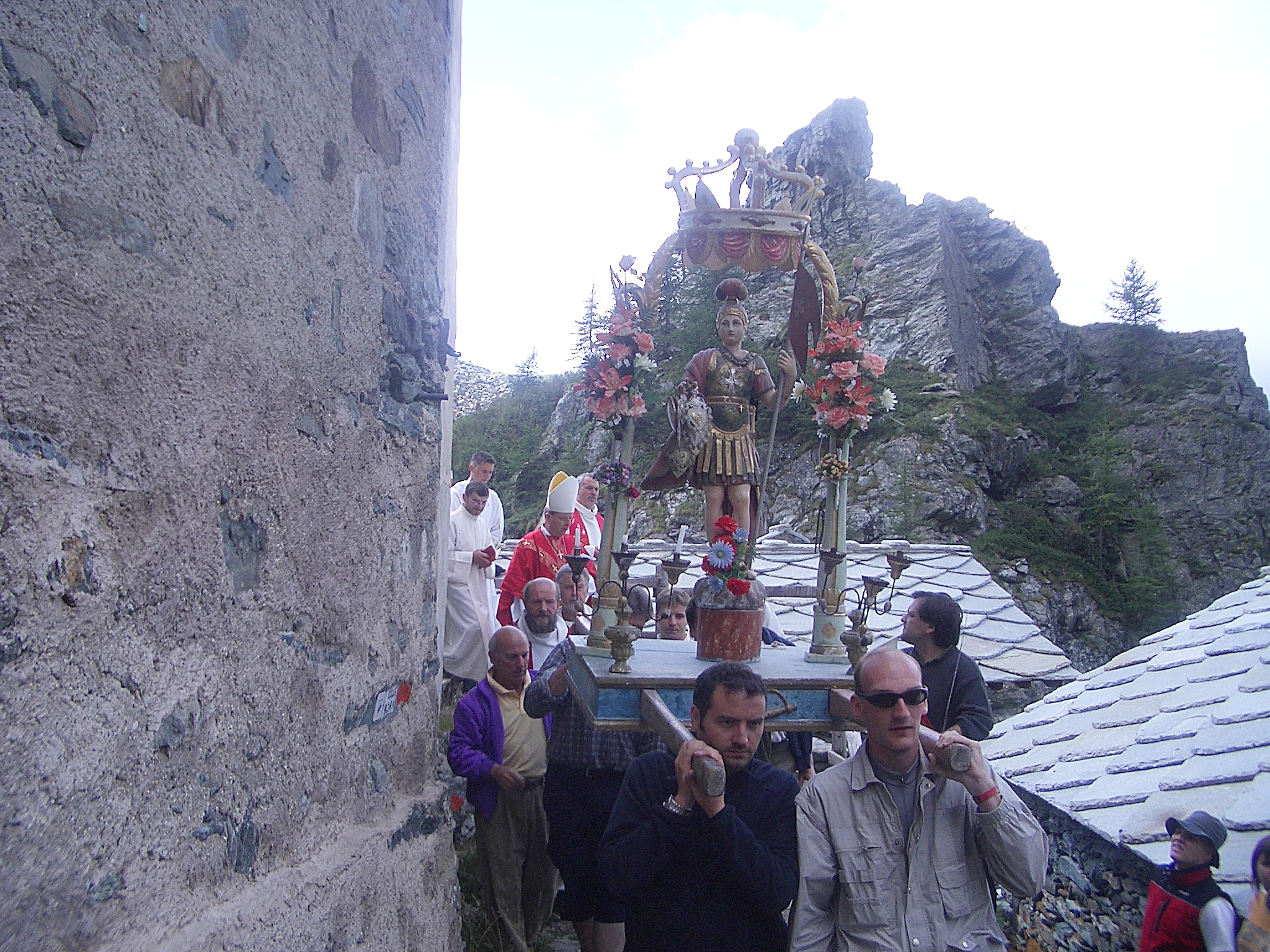
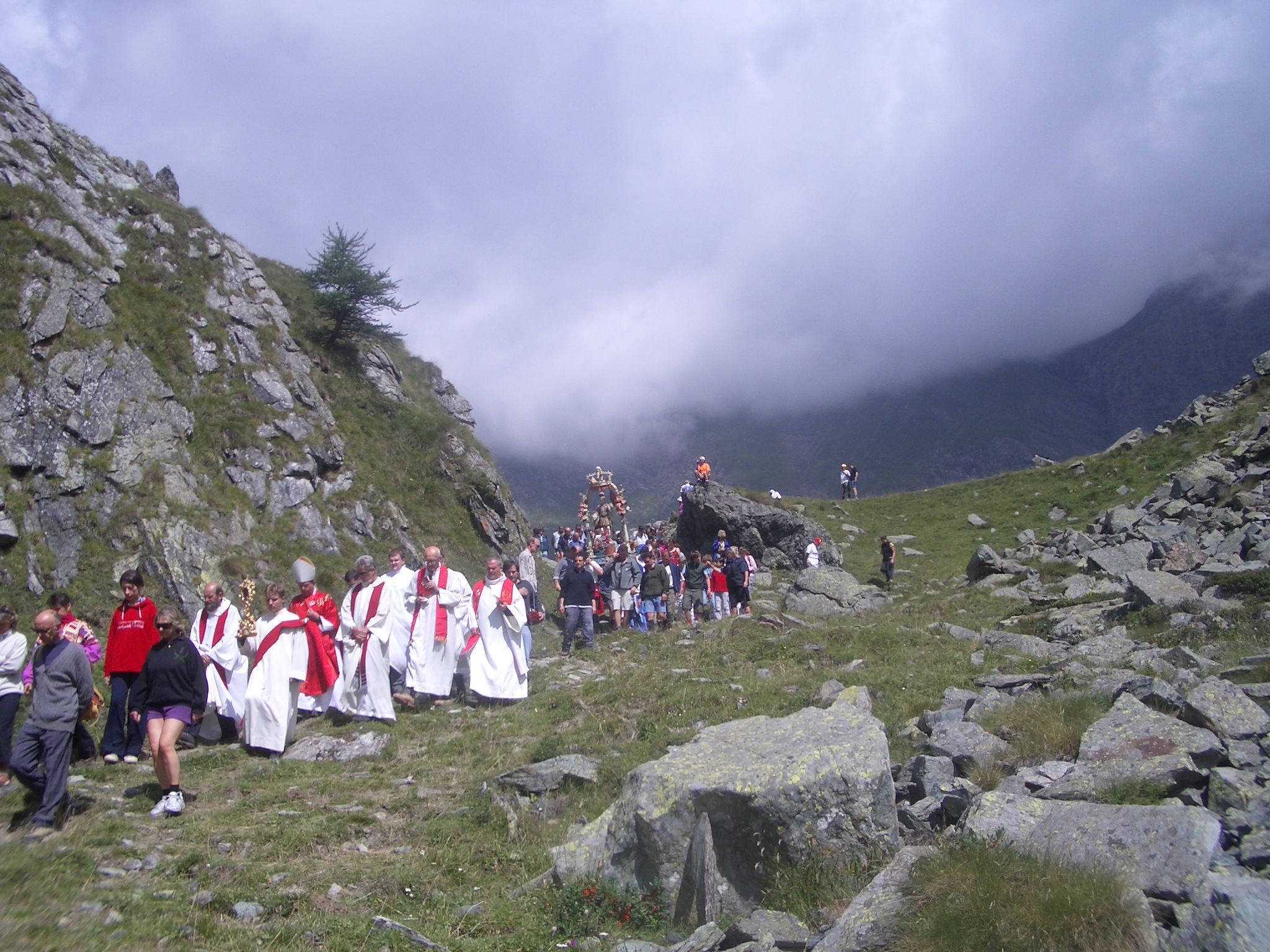